# 로베르트 코흐 상
로베르트 코흐 메달과 상(Robert Koch Medal and Award)은 독일 로베르트 코흐 재단이 생물의학 분야의 우수성을 기리기 위해 매년 수여하는 두 가지 상이다. 이 상은 독일 의사 로베르트 코흐가 결핵의 원인과 치료법에 대한 연구를 지원하기 위한 기금을 마련하기 위해 제정되었다. 코흐는 이 무서운 질병의 원인인 박테리아 (결핵균)를 발견했고 스코틀랜드계 미국인 자선가 앤드루 카네기로부터 50만 골드 마르크를 포함하여 국제적인 지원을 빠르게 확보했다.

## 개요
1970년부터 로베르트 코흐 재단은 생물의학, 특히 미생물학과 면역학 분야의 주요 발전에 대한 상을 수여해왔다. 이 상의 명성은 지난 수십 년 동안 커져서 지금은 미생물학 분야에서 선도적인 국제 과학상으로 널리 알려져 있다. 이 상의 심사위원이 설명했듯이, 위원회는 종종 “로베르트 코흐는 오늘날 어떤 연구를 할까?”라고 묻는다. 따라서 인정을 받아야 할 연구를 결정한다.
보다 구체적인 로베르트 코흐상은 일반적으로 미생물학 및 면역학 분야 과학자에게 노벨상을 수여하는 데 있어 (래스커상과 같은 다른 상과 함께) 디딤돌 중 하나로 간주되며, 세사르 밀스테인, 도네가와 스스무, 하랄트 추어 하우젠 등, 로베르트 코흐 상 수상자 중 다수가 이후 노벨상 수상자가 되었다. 다른 저명한 수상자로는 소아마비 백신 개발에 대한 선구적 업적을 인정받은 앨버트 세이빈, 조너스 소크, 존 프랭클린 엔더스가 있다. 토마스 허클 웰러와 프레데릭 채프먼 로빈스와 함께 노벨상을 수상한 사람은 존 프랭클린 엔더스 뿐이다.
매년 생물의학 연구에서 축적된 우수성에 공헌한 사람에게 로베르트 코흐 골드 메달과 생물의학에서 중요한 발견에 공헌한 사람에게 12만 유로의 로베르트 코흐 상. 두 개의 별도의 로베르트 코흐 상이 수여된다.

## 로베르트 코흐 상 수상자 목록
| 년도 | 수상자 이름                | 국적            |
| 1960 | 휴고 브라운                | 독일            |
| 1960 | 르네 듀보스                | 미국            |
| 1960 | 에비나 토시아키            | 일본            |
| 1960 | 루트비히 하일마이어        | 독일            |
| 1960 | 프란츠 레데커              | 독일            |
| 1960 | 요제프 톰치크              | 스위스          |
| 1962 | 존 프랭클린 엔더스         | 미국            |
| 1962 | 앨버트 세이빈              | 미국            |
| 1962 | 조너스 소크                | 미국            |
| 1963 | 요시다 토미조              | 일본            |
| 1965 | 게르트루트 마이스너        | 독일            |
| 1966 | 카를 바르트만              | 독일            |
| 1968 | 하인즈 슈톨프              | 독일            |
| 1968 | 아서 브록하우스            | 독일            |
| 1968 | 한스 베르너 슐립코터       | 독일            |
| 1970 | 윌리엄 M. 허치슨           | 영국            |
| 1970 | 피르요 마켈라              | 핀란드          |
| 1970 | 요르겐 C. 시임             | 덴마크          |
| 1971 | 베르너 헨레                | 미국            |
| 1971 | 거트루드 헨레              | 미국            |
| 1972 | 루베르투스 베렌스          | 네덜란드        |
| 1972 | 알랭 드 베크               | 스위스          |
| 1973 | 장 린덴만                  | 스위스          |
| 1973 | 한스 게르하르트 슈빅       | 독일            |
| 1974 | 노르베르트 힐슈만          | 독일            |
| 1975 | 하랄드 추어 하우젠         | 독일            |
| 1975 | 하인츠 귄터 비트만         | 독일            |
| 1976 | 리차드 A. 핑켈스타인       | 미국            |
| 1976 | 마크 리치먼드              | 영국            |
| 1977 | 장 도세                    | 프랑스          |
| 1977 | 존 반 루드                 | 네덜란드        |
| 1978 | 알브레히트 클라인슈미트    | 독일            |
| 1978 | 하인츠 루트비히 쉔거       | 독일            |
| 1979 | 루스 아논                  | 이스라엘        |
| 1979 | 피터 스타링거              | 독일            |
| 1980 | 세사르 밀스테인            | 아르헨티나      |
| 1980 | 루이스 W. 워너메이커       | 미국            |
| 1981 | 로버트 M. 샤녹             | 미국            |
| 1981 | 라르스 A. 핸슨             | 스웨덴          |
| 1982 | 레이몬드 L. 에릭슨         | 미국            |
| 1982 | 프란츠 오에쉬              | 독일            |
| 1983 | 베르너 괴벨                | 독일            |
| 1983 | 로버트 와인버그            | 미국            |
| 1984 | 발터 도어플러              | 독일            |
| 1984 | 스튜어트 F. 슐로스만       | 미국            |
| 1985 | 스테파니아 자브로스카      | 폴란드          |
| 1985 | 제라르 오르트              | 프랑스          |
| 1986 | 도네가와 스스무            | 일본            |
| 1987 | 마리오 리제토              | 이탈리아        |
| 1987 | 루돌프 로트                | 독일            |
| 1987 | 존 스켈                    | 영국            |
| 1988 | 도날드 메트칼프            | 오스트레일리아  |
| 1989 | 이룬 코헨                  | 이스라엘        |
| 1989 | 렉스 반 더 에브            | 네덜란드        |
| 1990 | 로이드 J. 올드             | 미국            |
| 1991 | 월터 피어스                | 벨기에          |
| 1991 | 다니구치 타다쓰구          | 일본            |
| 1992 | 캐리 멀리스                | 미국            |
| 1993 | 한스 게오르그 라멘제       | 독일            |
| 1993 | 다니엘 W. 브래들리         | 미국            |
| 1993 | 마이클 호턴                | 미국            |
| 1994 | 폴크마 브라운              | 독일            |
| 1994 | 마누엘 엘킨 파타로요       | 콜롬비아        |
| 1995 | 나가타 시게카즈            | 일본            |
| 1995 | 피터 H. 크라머             | 독일            |
| 1996 | 프리츠 멜처스              | 스위스          |
| 1996 | 클라우스 라예프스키        | 독일            |
| 1997 | 필립 산소네티              | 프랑스          |
| 1998 | 장유안                     | 미국            |
| 1998 | 패트릭 S. 무어             | 미국            |
| 1999 | 랄프 M. 스타인만           | 미국            |
| 2000 | 스탠리 팔코우              | 미국            |
| 2001 | 악셀 울리히                | 독일            |
| 2002 | 루돌프 야니쉬              | 미국            |
| 2003 | 아드리아노 아구치          | 스위스          |
| 2004 | 아키라 시즈오              | 일본            |
| 2004 | 브루스 보이틀러            | 미국            |
| 2004 | 율레스 호프만              | 프랑스          |
| 2005 | 브라이언 드루커            | 미국            |
| 2006 | 피터 팔레스                | 미국            |
| 2006 | 가와오카 요시히로          | 일본            |
| 2007 | 파스칼 코사트              | 프랑스          |
| 2008 | 한스 로베르트 셸러         | 독일            |
| 2008 | 어빙 바이스먼              | 미국            |
| 2008 | 야마나카 신야              | 일본            |
| 2009 | 칼 F. 네이선               | 미국            |
| 2010 | 맥스 데일 쿠퍼             | 미국            |
| 2011 | 호르헤 E. 갈란             | 아르헨티나      |
| 2012 | 혼조 다스쿠                | 일본            |
| 2013 | 제프리 이반 고든           | 미국            |
| 2014 | 장-로랑 카사노바           | 프랑스          |
| 2014 | 알랭 피셔                  | 프랑스          |
| 2015 | 랄프 바르텐슐라거          | 독일            |
| 2015 | 찰스 M. 라이스             | 미국            |
| 2016 | 알베르토 만토바니          | 이탈리아        |
| 2016 | 마이클 C. 누센츠바이크     | 미국            |
| 2017 | 라피 아메드                | 인도/미국       |
| 2017 | 안토니오 란자베키아        | 이탈리아/스위스 |
| 2018 | 제프리 라베치              | 미국            |
| 2019 | 리노 라푸올리              | 이탈리아        |
| 2020 | 사카구치 시몬              | 일본            |
| 2021 | 야스민 벨카이드            | 알제리/미국     |
| 2021 | 안드레아스 J. 바움러       | 독일/미국       |
| 2022 | 필립 펠그너                | 미국            |
| 2022 | 드루 와이스먼              | 미국            |
| 2023 | 티모시 A. 스프링거         | 미국            |
| 2023 | 프란시스코 산체스 마드리드 | 스페인          |
| 2024 | 라리타 라마크리슈난        | 미국/영국       |

## 로베르트 코흐 골드 메달 수상자 목록
| 년도 | 수상자 이름                | 국적           |
| 1974 | 파울 칼로스                | 스웨덴         |
| 1977 | 피에르 그라바르            | 프랑스         |
| 1978 | 테오도르 폰 브란트         | 독일           |
| 1978 | 사울 크루그먼              | 미국           |
| 1979 | 크리스토퍼 앤드류스        | 영국           |
| 1980 | 에미 클라이네베르거 노벨   | 영국           |
| 1981 | 맥클린 맥카티              | 미국           |
| 1982 | 에드거 레더러              | 프랑스         |
| 1982 | 월터 파겔                  | 영국           |
| 1982 | 카렐 스티블로              | 네덜란드       |
| 1985 | 리차드 M. 크라우스         | 미국           |
| 1986 | 에른스트 루스카            | 독일           |
| 1987 | 한스 J. 뮐러-에버하르트    | 미국           |
| 1988 | 빌리 버그도르퍼            | 미국           |
| 1989 | 모리스 힐레만              | 미국           |
| 1990 | 에른스트 윈더              | 미국           |
| 1991 | 베르너 셰퍼                | 독일           |
| 1992 | 피에트 보르스트            | 네덜란드       |
| 1992 | 하워드 C. 굿맨             | 미국           |
| 1993 | 카를 레너트                | 독일           |
| 1993 | 오토 베스트팔              | 스위스         |
| 1994 | 파울 클라인                | 독일           |
| 1995 | 찰스 바이스만              | 스위스         |
| 1996 | 구스타프 노잘              | 오스트레일리아 |
| 1997 | 오무라 사토시              | 일본           |
| 1998 | 게오르그 클라인            | 스웨덴         |
| 1999 | 베리 블룸                  | 미국           |
| 2000 | 마르코 바지올리니          | 스위스         |
| 2001 | 아브리온 미치슨            | 영국           |
| 2002 | 아그네스 울만              | 프랑스         |
| 2003 | 기시모토 타다미쓰          | 일본           |
| 2004 | 하인츠 샬러                | 독일           |
| 2005 | 에밀 R. 우나누에           | 미국           |
| 2006 | 한스 디터 클렌크           | 독일           |
| 2007 | 브리짓 아스코나스          | 영국           |
| 2008 | 필립 레저                  | 미국           |
| 2009 | 폴커 테르 뮐렌             | 독일           |
| 2010 | 포티스 카파토스            | 그리스         |
| 2011 | 에른스트 루드비히 위나커   | 독일           |
| 2012 | 에카드 위머                | 독일/미국      |
| 2013 | 앤서니 파우치              | 미국           |
| 2014 | 헤르만 부자르드            | 독일           |
| 2015 | 피터 피오트                | 벨기에         |
| 2016 | 카이 시몬스                | 독일           |
| 2017 | 크리스토퍼 T. 월시         | 미국           |
| 2018 | 스테판 노르마크            | 스웨덴         |
| 2019 | 마틴 J. 블라저             | 미국           |
| 2020 | 토마스 F. 마이어           | 독일           |
| 2021 | 키리아코스 코스타 니콜라우 | 미국           |
| 2022 | 요르그 해커                | 독일           |
| 2023 | 파트리스 쿠르발랭          | 프랑스         |
| 2024 | 스튜어트 슈라이버          | 미국           |